# Beerze (Ommen)
Beerze is een buurtschap in de gemeente Ommen in de Nederlandse provincie Overijssel, gelegen ongeveer 20 kilometer ten noorden van Almelo. De buurtschap telt 170 inwoners en is zeer karakteristiek vanwege haar hallenhuisboerderijen. Vroeger was Beerze een pleisterplaats voor Vechtschippers met hun zompen op hun route vanuit Duitsland naar Zwolle. Bekend was de schippersherberg "De Goede Vrouwe" die naast het latere theehuis, nu camping, "de Roos", was gelegen. Van 1905 tot 1932 was er op het landgoed Beerze een stopplaats aan de spoorlijn Zwolle - Stadskanaal, op het landgoed staat Huis Beerze. 
Beerze wordt omgeven door een Natura 2000 gebied (beheerplan Vecht- en Beneden Reggegebied) dat in de periode 2018 -2022 wordt verwezenlijkt, in dit omvangrijke natuurgebied liggen veel wandelroutes.
Beerze wordt gekenmerkt als Hoevenzwermnederzetting (verspreide boerderijbebouwing) en Esdorp. In de buurtschap is ook het 5-sterren vakantiepark Beerze Bulten gelegen, dat door de ANWB meermaals is uitgeroepen tot 'Camping van het Jaar'.

## Geschiedenis
Rond 1230 wordt de Edele heer Warner van Beerze genoemd die op 1 augustus 1227 werd gedood bij de slag om Ane, een gehucht 5km ten noordoosten van Hardenberg.
In 1406 werd door de monniken uit Sibculo in Beerze begonnen met de bouw van een klooster, waarbij de eigenaar van Beerze, Diderick (Diederick, Derck) van Voorst de benodigde gronden schonk aan priester Johan Clemone.
Later kreeg het klooster dat aan de Vecht lag de funktie van herberg, wellicht herberg De Goede Vrouw.

## Monumenten
Een deel van Beerze is een beschermd dorpsgezicht. Zie ook de gemeentelijke monumenten in Beerze.

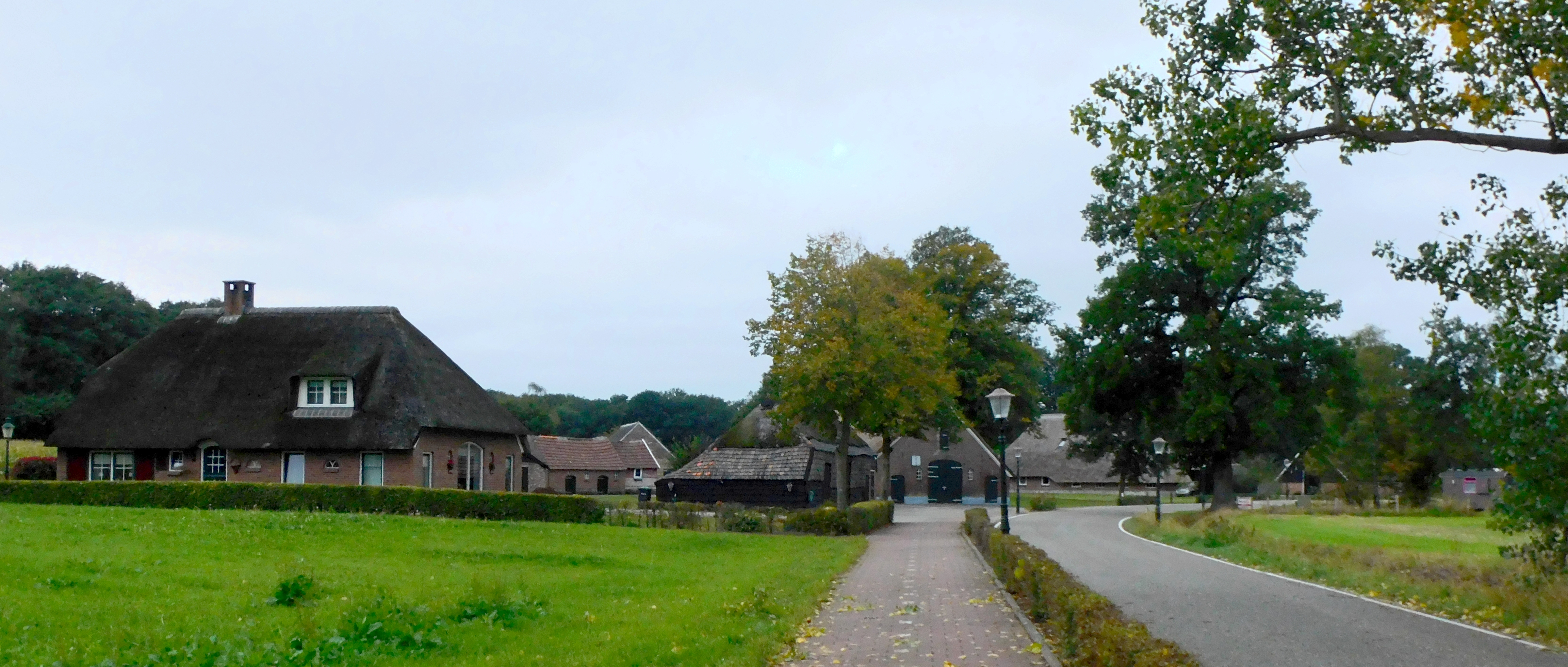
dorpsgezicht
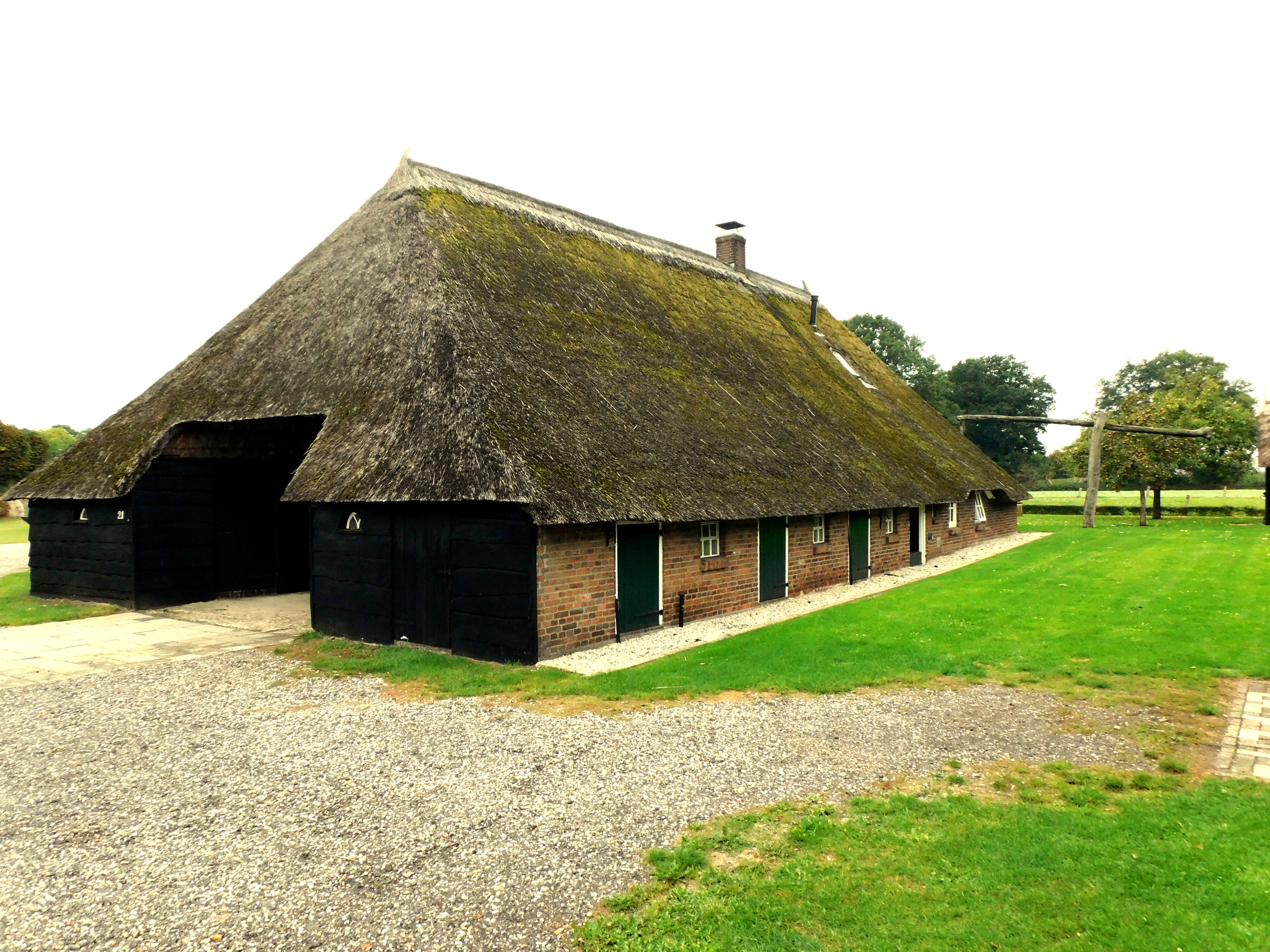
boerderij
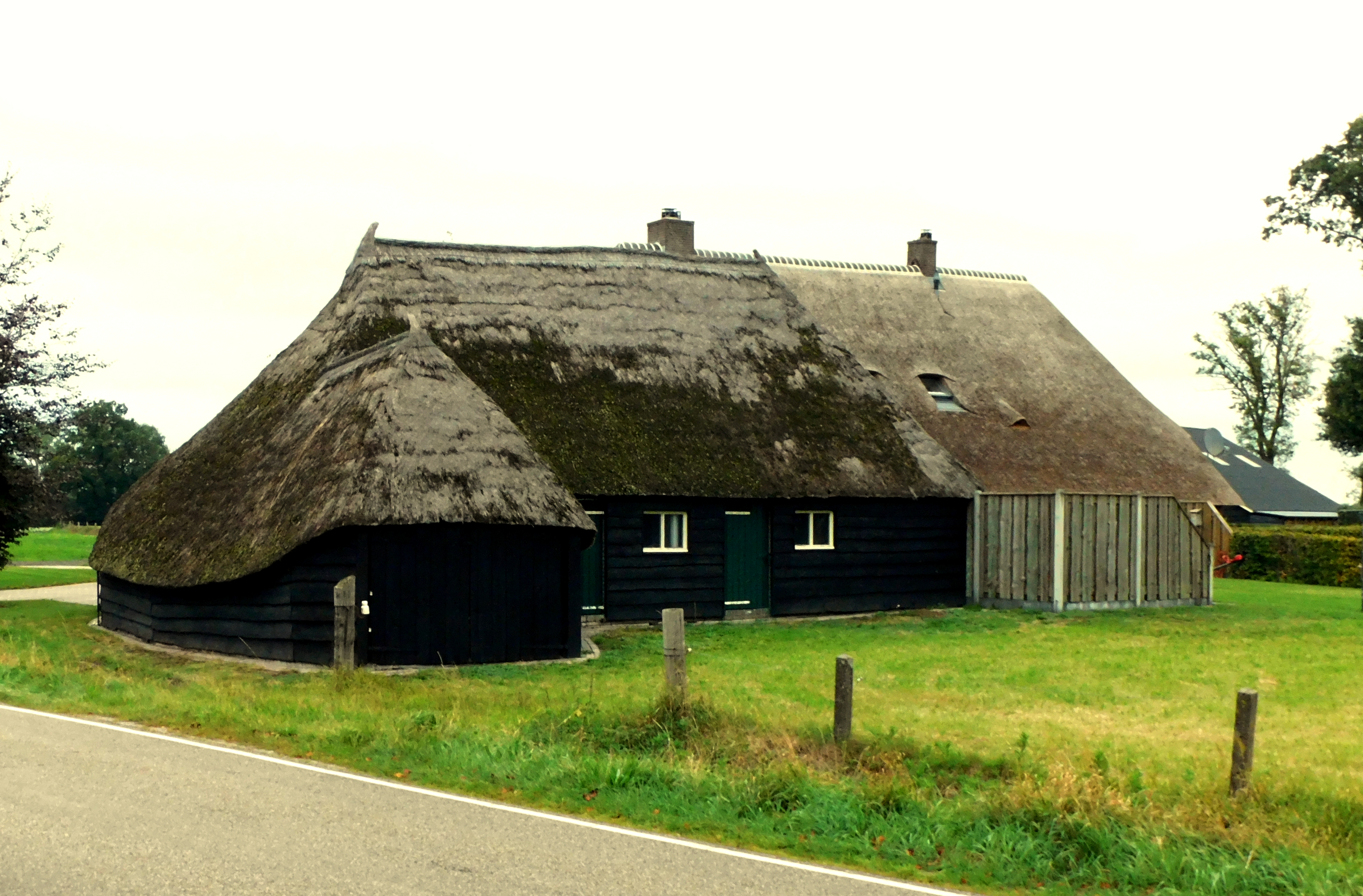
boerderij met schuur
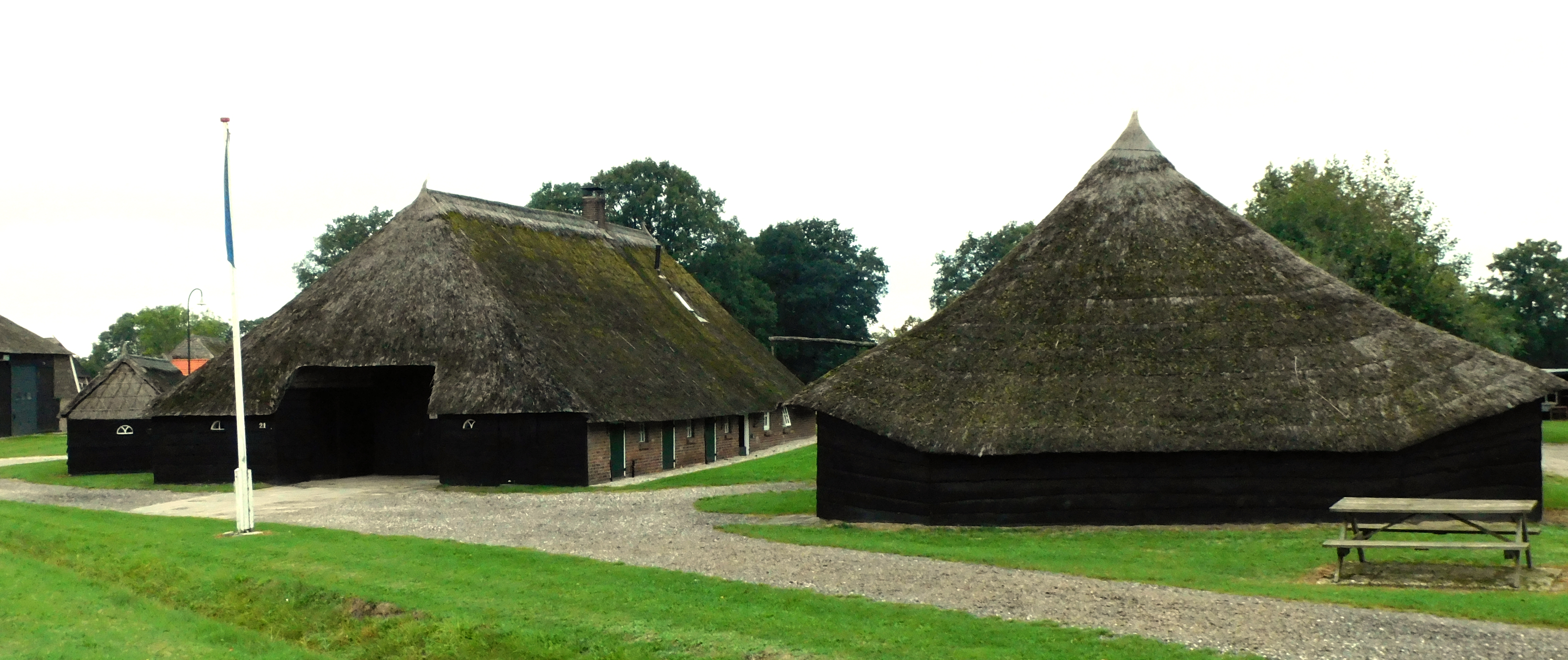
boerderij met schuur
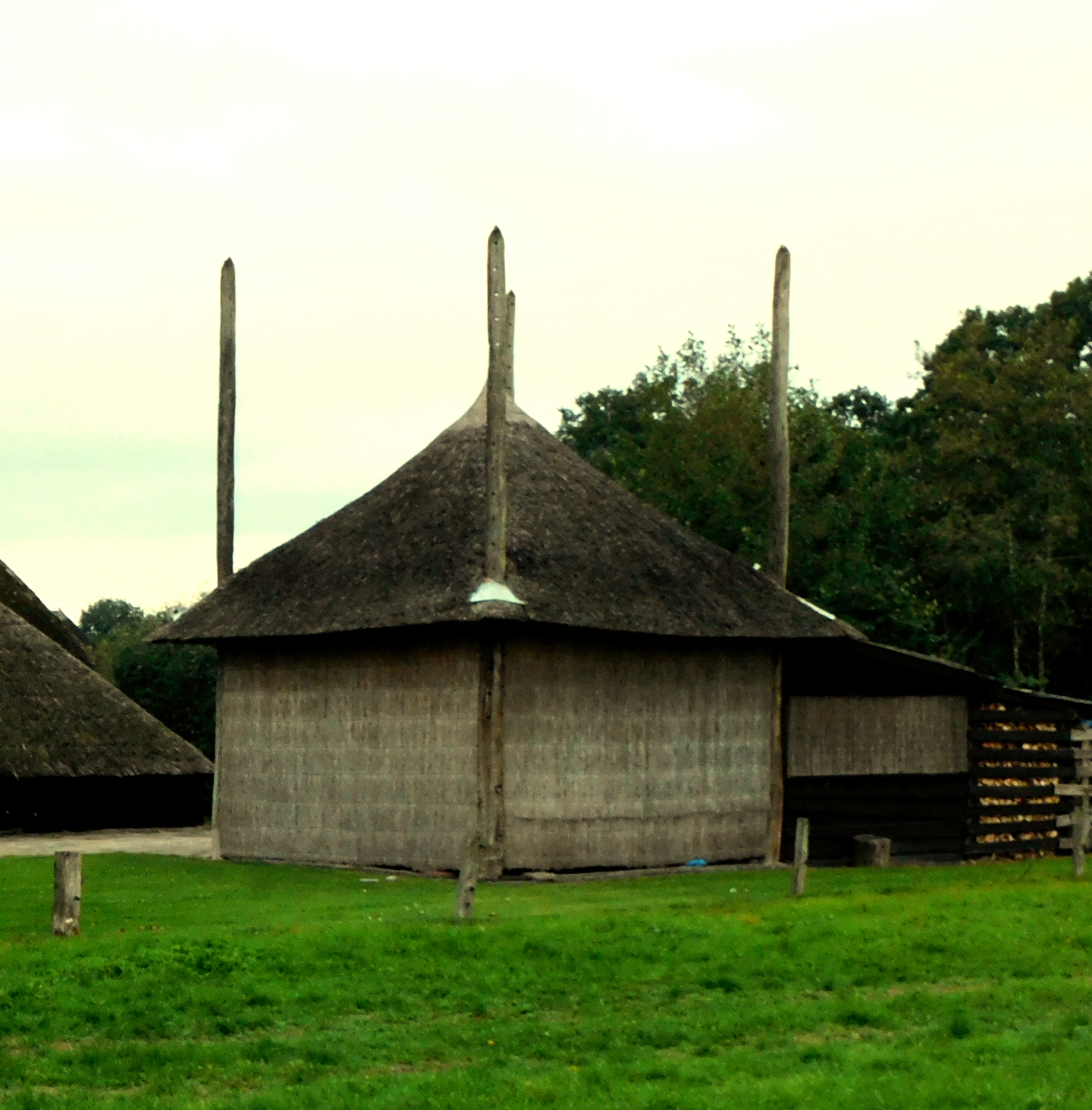
hooischelf
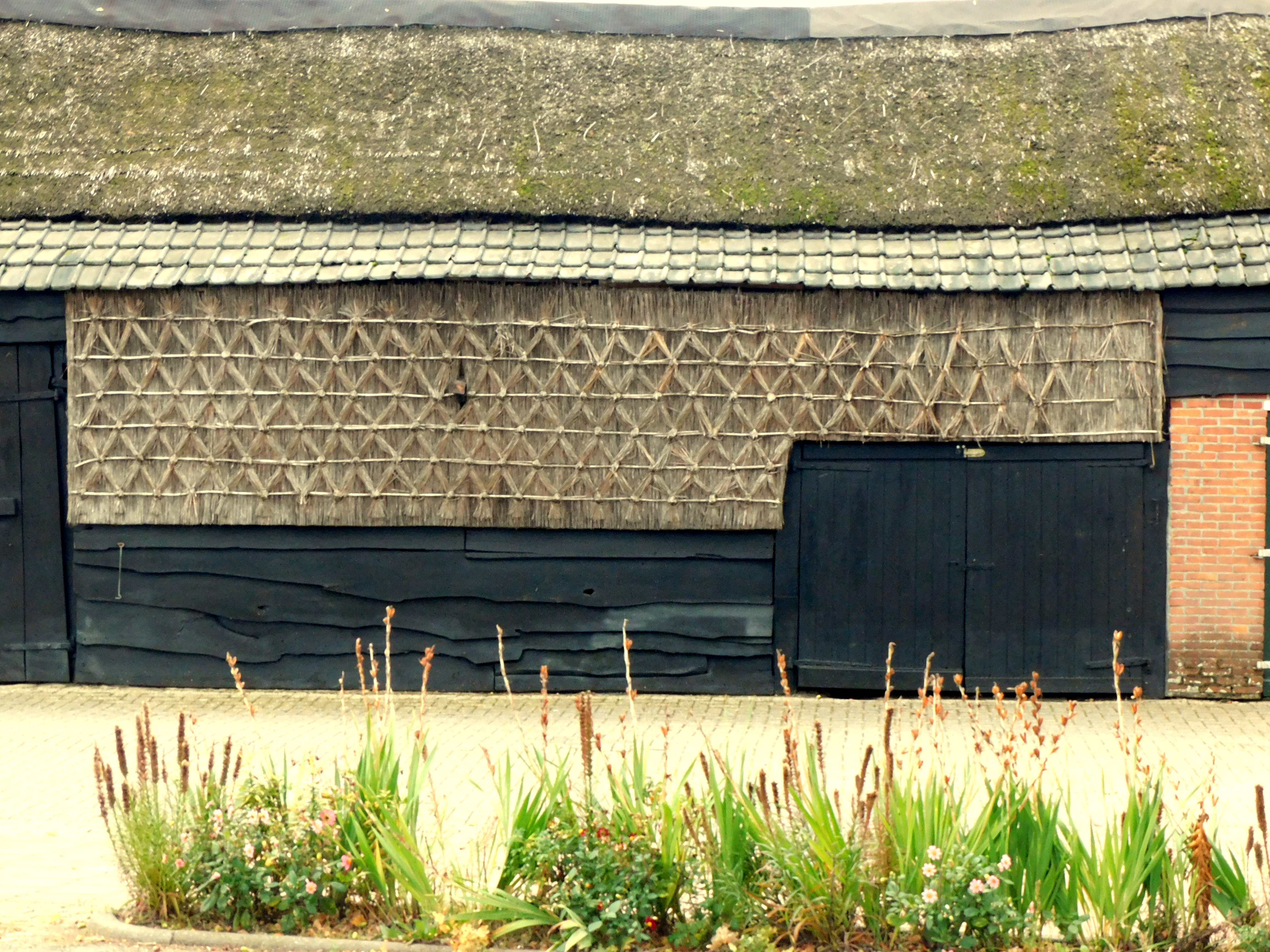
karakteristiek rietvlechtwerk op schuurwand
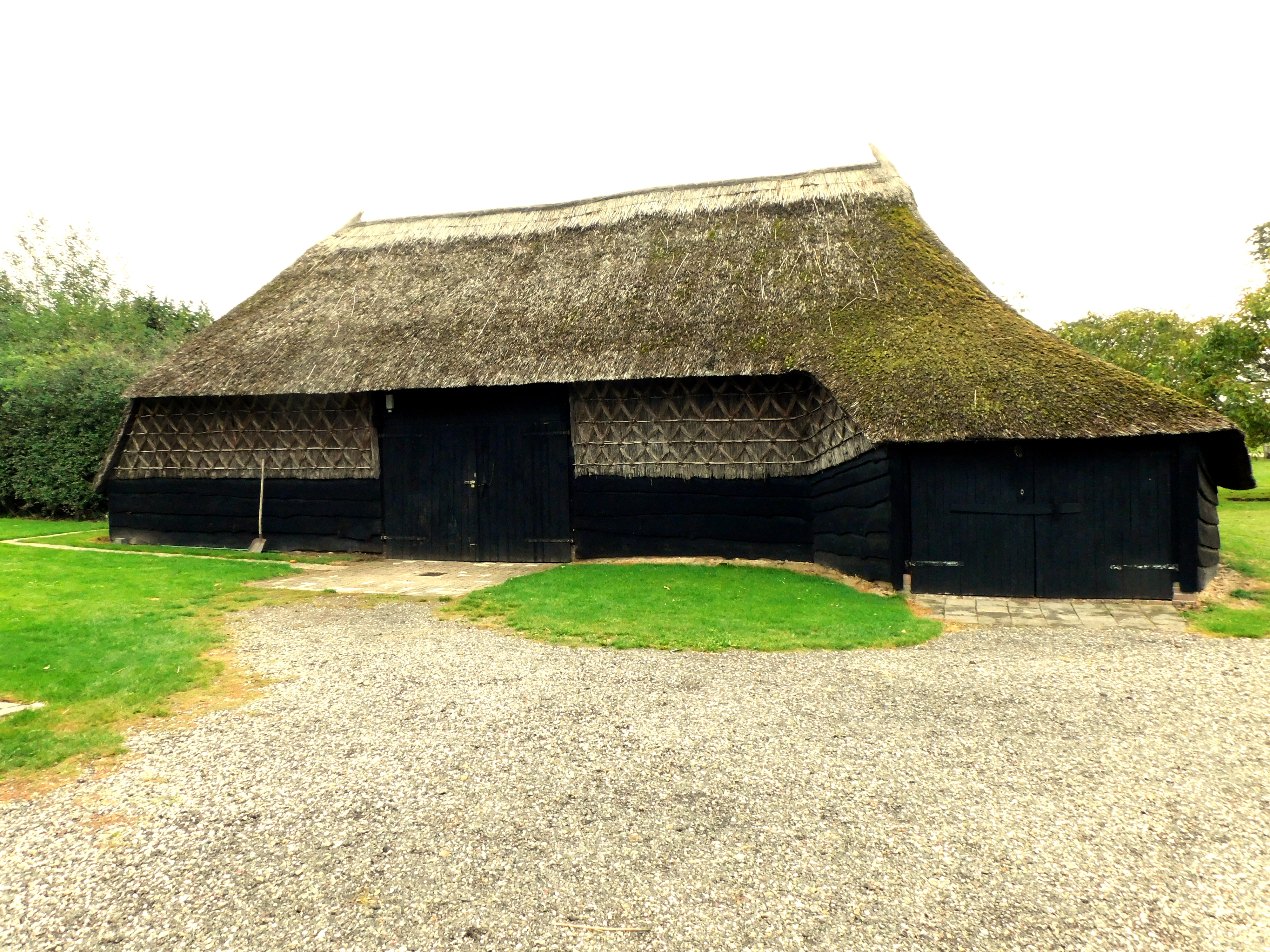
schuur met rietvlechtwerk
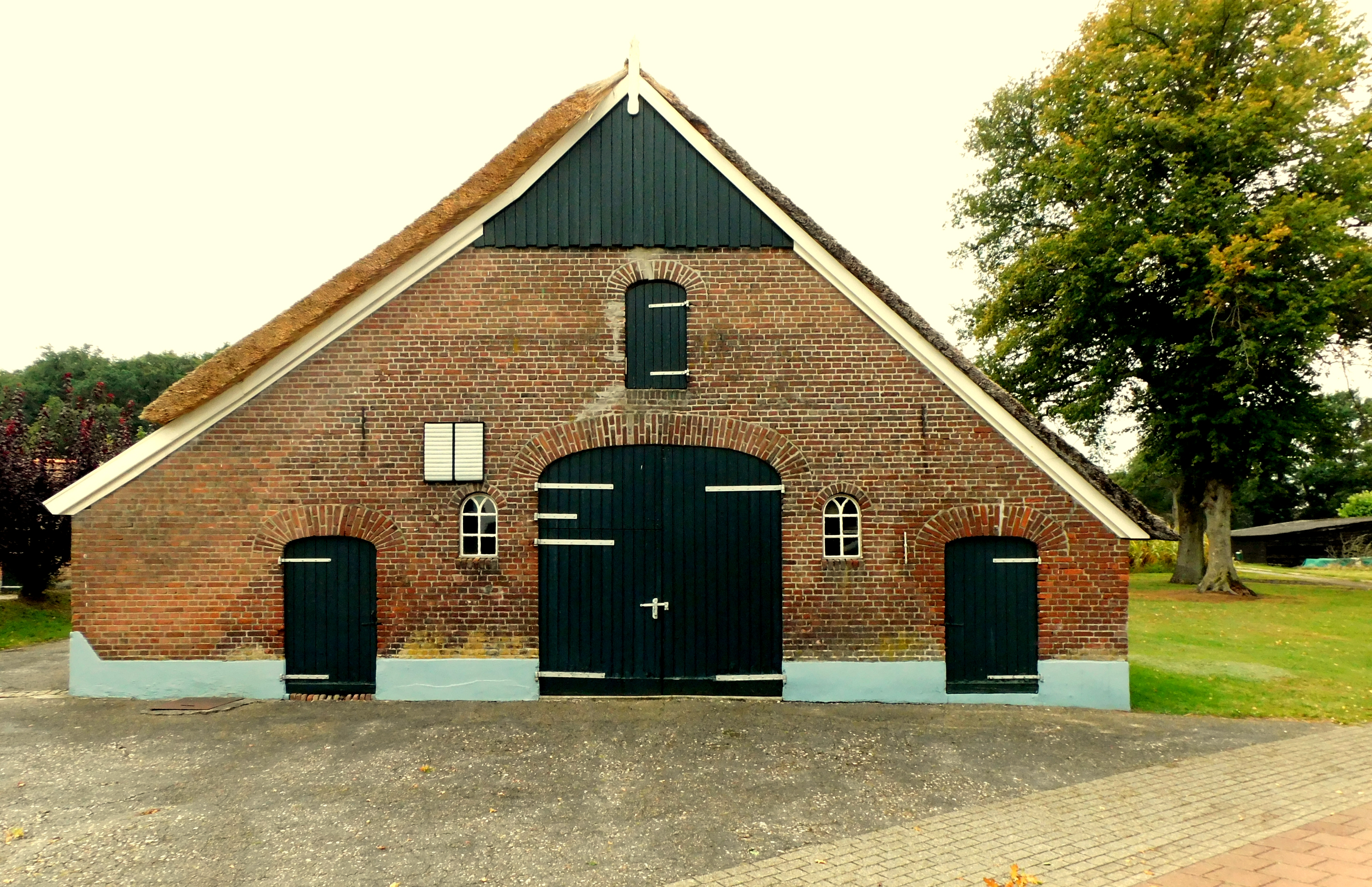
schuurfront met korfbogen

Stad: Ommen      Dorpen: Lemele · Vilsteren 

Buurtschappen: Archem · Arriën · Arriërveld · Beerze · Beerzerveld · Besthmen · Dalmsholte (deels) · Eerde · Emsland · Giethmen · Hoogengraven · Junne · Nieuwebrug · Ommerbosch · Ommerkanaal · Ommerschans · Ommerveld · Rotbrink · Stegeren · Stegerveld · Varsen · Vinkenbuurt · Witharen · Zeesse

Overijssel · Steden en dorpen      Nederland · Provincies · Gemeenten